# Будзішув-Великий
Будзішув-Великий (пол. Budziszów Wielki, нім. Groß Baudiß) — село в Польщі, у гміні Вондрожі-Великі Яворського повіту Нижньосілезького воєводства.
Населення — 603 особи (2011).
У 1975-1998 роках село належало до Легницького воєводства.

## Демографія
Демографічна структура станом на 31 березня 2011 року:
|          | Загалом | Допрацездатний вік | Працездатний вік | Постпрацездатний вік |
| -------- | ------- | ------------------ | ---------------- | -------------------- |
| Чоловіки | 275     | 46                 | 208              | 21                   |
| Жінки    | 328     | 86                 | 185              | 57                   |
| Разом    | 603     | 132                | 393              | 78                   |